# LS Group
LS Group là một chaebol chủ yếu hoạt động trong các lĩnh vực điện, điện lực, vật liệu và năng lượng. Cheabol này bao gồm LS Corp., E1 (LPG), và YESCO (LNG). "LS Corp." là một công ty holding, bao gồm LS Cable & System (cáp điện và viễn thông), LS ELECTRIC (thiết bị điện và hệ thống tự động hóa), LS-Nikko Copper (nhà máy luyện và tinh chế đồng) và LS Mtron (máy móc và linh kiện). Công ty do gia tộc Koo, gia đình sáng lập của Tập đoàn LG, kiểm soát.
LS được tách ra từ LG vào năm 2003.

## Thành viên
- LS Corp 
  - LS Cable & System (LS Cable & System, GCI, Alutek, Pountek, Kospace, LS Global, etc.)
    - Gaon Cable (Gaon Cable, Weduss)

  - LS ELECTRIC (Formerly LS Industrial Systems / LG Industrial Systems) (LSITC, LS IS, LS Metal, Planet, LS Mecapion, LS Sauter, LS Power Semitech, Trino)
  - LS MnM (Formerly LS-Nikko Copper)  (LS MnM, GRM, Torecom, Recytech Korea, Wahchang, Sunwo)
  - LS Mtron (Daesung Electric/Deltech, Casco, Nongaon Gyeongju, Nongaon Pyeongtaek)
- E1 (E1, E1 Logistics, E1 Container Terminal, Dongbang City Gas)
  - LS Networks (Prospecs)
- YESCO HOLDINGS (YESCO, YESCO Service, Daehan GM, Hansung Group)
- LS I&D (Superior Essex)